# Атенюатор

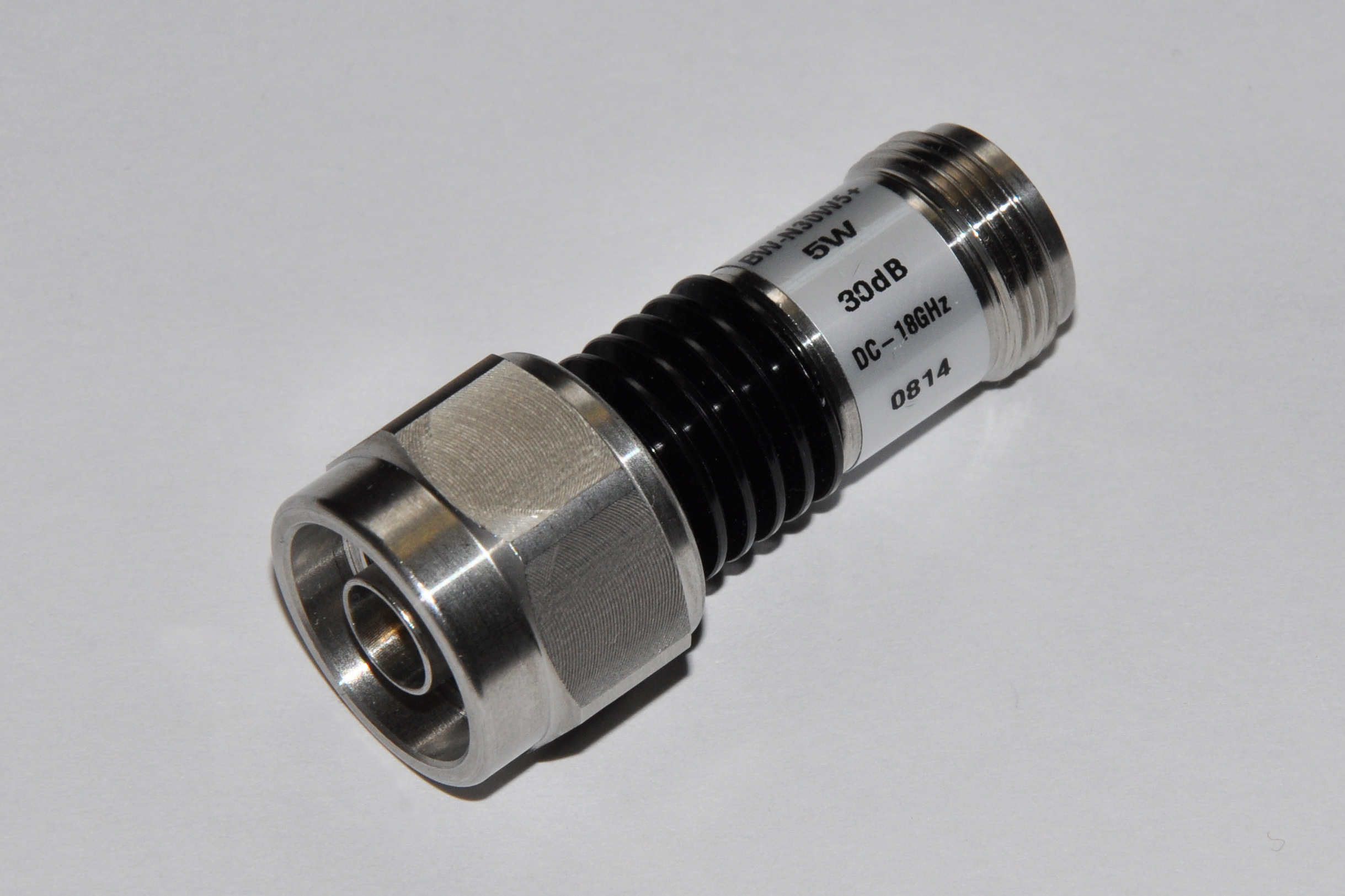
A 30dB 5W RF-attenuator, DC-18GHz, with N-type coaxial connectors

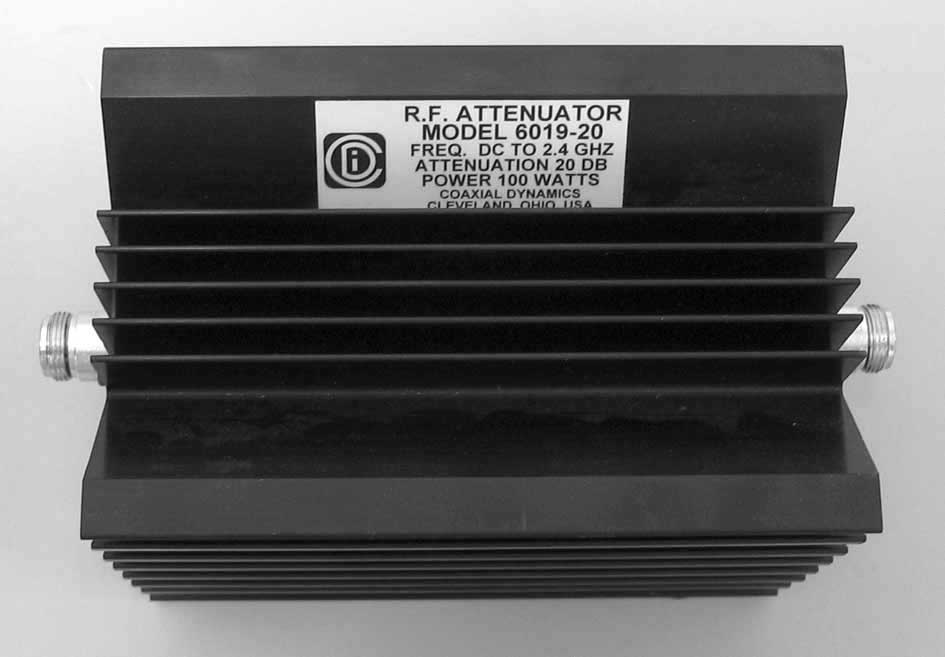
Coaxial Dynamics 100 Watt power attenuator

Атенюа́тор (англ. attenuator; від франц. attenuer — послаблювати)— спеціальний пасивний пристрій, що зменшує напругу, струм або потужність електричних або електромагнітних коливань. Існують А. з фіксованим ослабленням у робочому діапазоні частот, східчастою або плавною зміною ослаблення в заданих межах. За принципом дії А. поділяються на поглинальні та граничні. Для роботи в діапазоні частот від сотень кГц до декількох МГц як А. використовують подільники напруги. До числа основних характеристик А. належать: величина внесеного ослаблення, межі регулювання ослаблення, допустима потужність розсіяння та діапазон робочих частот. В деяких випадках призначений для зменшення багаторазових відбиттів хвиль від кінців системи передачі і тим самим по суті для ізоляції одного кінця від іншого і запобігання нестійкості та інших шкідливих впливів взаємодії абозв'язку. Хвильовий опір R0 для простоти прийнято рівним одиниці.

## Інтернет-ресурси
- Guitar amp power attenuator FAQ [Архівовано 7 липня 2006 у Wayback Machine.]
- Basic attenuator circuits [Архівовано 6 лютого 2003 у Wayback Machine.]
- Explanation of attenuator types, impedance matching, and very useful calculator [Архівовано 9 лютого 2012 у Wayback Machine.]